# Пущикувець
Пущикувець (пол. Puszczykówiec) — село в Польщі, у гміні Каменець Ґродзиського повіту Великопольського воєводства.
Населення — 73 особи (2011).
У 1975-1998 роках село належало до Познанського воєводства.

## Демографія
Демографічна структура станом на 31 березня 2011 року:
|          | Загалом | Допрацездатний вік | Працездатний вік | Постпрацездатний вік |
| -------- | ------- | ------------------ | ---------------- | -------------------- |
| Чоловіки | 37      | 9                  | 24               | 4                    |
| Жінки    | 36      | 8                  | 22               | 6                    |
| Разом    | 73      | 17                 | 46               | 10                   |